# Aeroporto di Hoskins
L'aeroporto di Hoskins (IATA:HKN; ICAO:AYHK) è un piccolo aeroporto situato nell'isola della Nuova Britannia in Papua Nuova Guinea. L'aeroporto si trova a 16 km dal Monte Pago.

## Storia
Nel dicembre 2015 l'aeroporto conobbe un importante miglioramento dell'infrastruttura, il quale portò un miglioramento economico a tutta la regione.